# Sayapullo (distrito)
Sayapullo é um distrito do Peru, departamento de La Libertad, localizada na província de Gran Chimú.

## Transporte
O distrito de Sayapullo é servido pela seguinte rodovia:
- LI-106, que liga o distrito à cidade de Lucma [1][2][3]